# زوتی تی۵۰۰
زوتی تی ۵۰۰ یک کراس اوور جمع و جور تولید شده توسط زوتی اتو بود که در نمایشگاه خودرو شانگهای ۲۰۱۷ معرفی شد.

## بررسی اجمالی

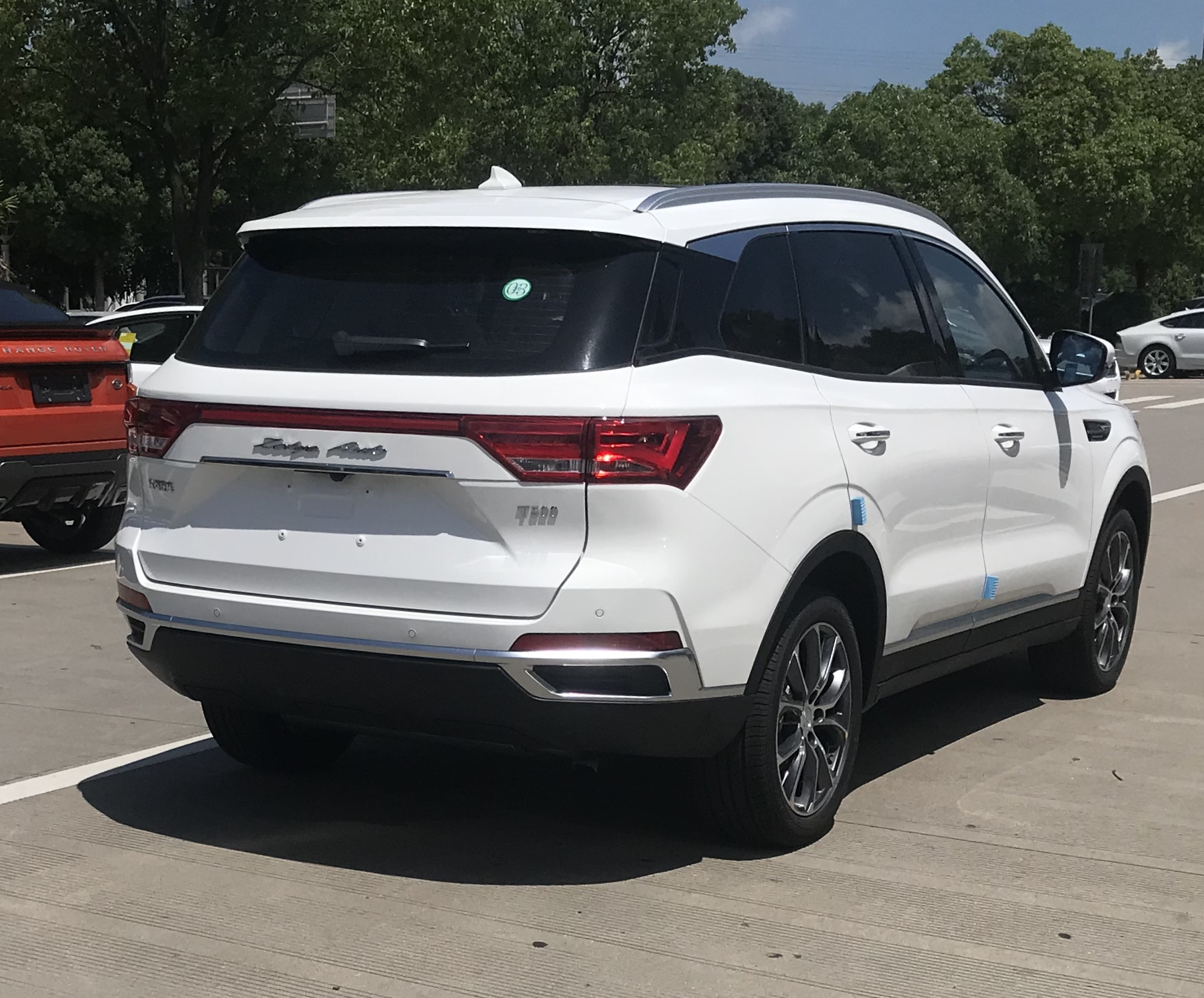
زوتی تی ۵۰۰ از عقب

قدرت کراس اوور تی ۵۰۰ از یک موتور ۱٫۵ لیتری توربو با قدرت ۱۵۶ اسب بخار و جفت شدن به یک گیربکس دستی پنج سرعته می‌آید.
مدل تولیدی زوتی تی ۵۰۰ در مارس ۳۰۱۸ معرفی شد. قیمت تی ۵۰۰ از ۷۸۸۰۰ یوان تا ۱۴۹۸۰۰ یوان متغیر است.